# Alexandre Grinberg
Pour les articles homonymes, voir Grinberg.
Alexandre Danielevich Grinberg (1885 à Moscou - 1979 à Moscou) est un photographe pictorialiste russe.

## Collections
- Maison moscovite de la photographie

## Autres pictorialistes russes
- Max Penson
- Iouri Eremine
- Nikolai Svichov-Paola
- Nikolaï Andreïev